# Paraptila
Paraptila là một chi bướm đêm thuộc họ Tortricidae.

## Các loài
- Paraptila argocosma  Meyrick, 1912
- Paraptila biserrata  Brown, 1991
- Paraptila bloomfieldi  Brown, 1991
- Paraptila cornucopis  (Walsingham, 1914)
- Paraptila gamma  (Walsingham, 1914)
- Paraptila pseudogamma  Brown, 1991
- Paraptila symmetricana  Brown, 1991